# هارولد بيشوب
هارولد بيشوب (بالإنجليزية: Harold Bishop)‏ هو لاعب كرة قدم أمريكية أمريكي، ولد في 8 أبريل 1970 في بونفيل في الولايات المتحدة.

## وصلات خارجية
- هارولد بيشوب على موقع مرجع كرة القدم المحترفة.كوم (الإنجليزية)